# Katrina Cunningham
Pour les articles homonymes, voir Cunningham.
Katrina Cunningham, née dans le Nord-Ouest des États-Unis en Oregon, est une actrice et chanteuse américaine connue également sous le nom de Kat Cunning.

## Biographie
Katrina Cunningham s'identifie comme queer,.

## Filmographie

### Comme actrice

#### Cinéma

##### Longs métrages
- 2015 : Nothing Serious de John Appleton : Zoey Weathers
- 2022 : Marry Me de Kat Coiro : Tyra
- 2022 : Nos cœurs meurtris (Purple Hearts) d'Elizabeth Allen Rosenbaum : Nora
- 2022 : The Mistress de Greg Pritikin : Dawn
- 2024 : Les Indomptés (On Swift Horses) de Daniel Minahan : Gail
- 2025 : One Big Happy Family de Matt Sohn : Sara
- 2025 : Bad Karaoke de Chris Lightbody et Robert J. Steinmiller Jr. : Hannah
- 2025 : Star People d'Adam Finberg

##### Courts métrages
- 2015 : Pepper and the Salt Sea de Don Downie : Selene
- 2015 : Clippings de Jessica Kingdon : Sharon
- 2016 : Almost Anonymous de Mathilde Dratwa
- 2016 : The Other Side de Stephanie Michelle Bonner : Olivia
- 2025 : Sweet Thing d'Akina Van de Velde : Cat

##### Télévision
- 2018-2019 : The Deuce (série télévisée) : Christina Fuego (6 épisodes)
- 2019 : Stripped (série télévisée) : Rachel
- 2019-2020 : Trinkets (série télévisée) : Sabine[3] (8 épisodes)
- 2020 : The Plot Against America (mini-série), épisode 6
- 2022-2023 : Rap Sh!t : Reina Reign (8 épisodes)
- 2024 : Station 19 : Sienna (1 épisode)
- 2024 : FBI : Drew Ambrie (1 épisode)

### Comme scénariste
- 2025 : Sweet Thing d'Akina Van de Velde (court métrage)

### Comme productrice exécutive
- 2025 : Sweet Thing d'Akina Van de Velde (court métrage)

### Comme compositrice
- 2025 : Sweet Thing d'Akina Van de Velde (court métrage)

## Discographie
- 2015 : Sweet Thing[4]
- 2018 : Wild Poppies[5]
- 2018 : Stay on the Line[6]
- 2018 : Make U Say
- 2019 : Birds[7]
- 2019 : King of Shadow[8]